# Rathaus (Illertissen)

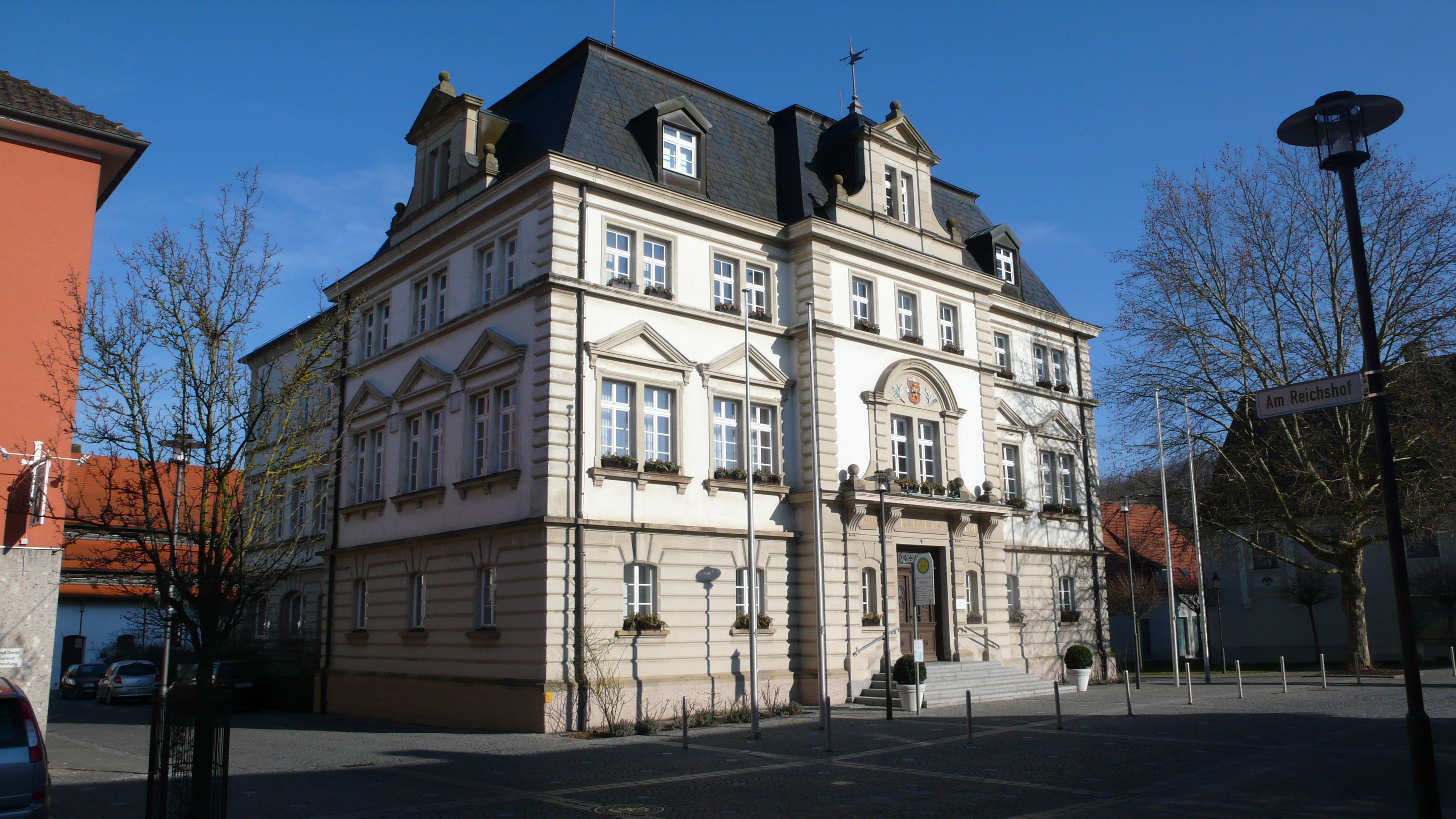
Rathaus in Illertissen

Das Rathaus in Illertissen, einer Stadt im schwäbischen Landkreis Neu-Ulm in Bayern, wurde 1890/91 errichtet. Das Rathaus an der Hauptstraße 4 ist ein geschütztes Baudenkmal. 
Der dreigeschossige Mansarddachbau in Neurenaissanceformen mit Mittelrisalit, Erdgeschossrustika und reicher Fassadengliederung wurde nach Plänen von Joseph Rau errichtet. Über dem Portal im Mittelrisalit wird ein Zwillingsfenster mit dem Wappen der Stadt bekrönt. 
Ein Anbau an der Nordseite erfolgte in neuerer Zeit.